# Madeleine Carroll
Madeleine Carroll (West Bromwich, 1906. február 26. – Marbella, 1987. október 2.) angol származású amerikai színésznő.

## Életpályája
A birminghami egyetemen szerzett tanári diplomát. 1955-ben fejezte be a filmezést. 1960-ban csillagot kapott a Hollywood Walk of Fame-en.

## Munkássága
Carroll felkeltette Alfred Hitchcock figyelmét, így szerepet kapott a 39 lépcsőfok című filmjében 1935-ben. 1936-ban is Alfred Hitchcock filmjében, a Titkos ügynök-ben volt látható. Ezt követően Gary Cooper partnere volt A tábornok hajnalban halt meg című filmben (1936), Ronald Colman-nel szerepelt a Királyi zűrben (1937). Az 1940-es években olyan filmekben volt látható, mint például az Egy éjszaka Lisszabonban (1941) és a Kedvenc szőkém (1942), ahol Bob Hope partnere volt.

## Magánélete
1931–1939 között Philip Reginald Astley volt a férje. 1942–1946 között Sterling Hayden (1916–1986) amerikai színész volt a párja. 1946–1949 között Henri Lavorel (1914–1955) francia forgatókönyvíróval élt házasságban. 1950–1965 között Andrew Heiskell (1915–2003) amerikai újságíró lett a férje.

## Filmjei
- Az elsőszülött (The First Born) (1928)
- Atlantic (1929)
- Az amerikai fogoly (The American Prisoner) (1929)
- Szökés (Escape!) (1930)
- Botrányok iskolája (School for Scandal) (1930)
- Madame Guillotine (1931)
- Az írott törvény (The Written Law) (1931)
- Kém voltam (I Was a Spy) (1933)
- Hálókocsi (Sleeping Car) (1933)
- A világ előre megy (The World Moves On) (1934)
- 39 lépcsőfok (1935)
- Titkos ügynök (1936)
- A tábornok hajnalban halt meg (The General Died at Dawn) (1936)
- Lloyd's of London (1936)
- Az utcán (On the Avenue) (1937)
- Királyi zűr (1937)
- Blokád (Blockade) (1938)
- Nászút Bali szigetén (Honeymoon in Bali) (1939)
- Safari (1940)
- Északnyugati csendőrség (North West Mounted Police) (1940)
- Virginia (1941)
- Egy éjszaka Lisszabonban (One Night in Lisbon) (1941)
- Kedvenc szőkém (My Favorite Blonde) (1942)
- Fehér Bölcső Fogadó (White Cradle Inn) (1947)
- Egy ártatlan ügy (An Innocent Affair) (1948)

## Fordítás
- Ez a szócikk részben vagy egészben  a   Madeleine Carroll című angol Wikipédia-szócikk fordításán alapul.  Az eredeti cikk szerkesztőit annak laptörténete sorolja fel. Ez a jelzés csupán a megfogalmazás eredetét és a szerzői jogokat jelzi, nem szolgál a cikkben szereplő információk forrásmegjelöléseként.